# 장팅옌
장팅옌(張庭延, 1936년 2월 ~ )은 중화인민공화국의 전 외교관이다.

## 생애
베이징 출신. 1958년 베이징대 조선어문학과 졸업후 외교부에 들어감. 1963~1989년 주북한 중국대사관 대사. 1992~1998년 제1대 주한 중국대사관 대사. 2001년부터 한중문화우호협회 부회장.
| 전임 초대 | 제1대 주한 중국대사 1992년~1998년 | 후임 우다웨이 |